# حل الدولتين (قبرص)

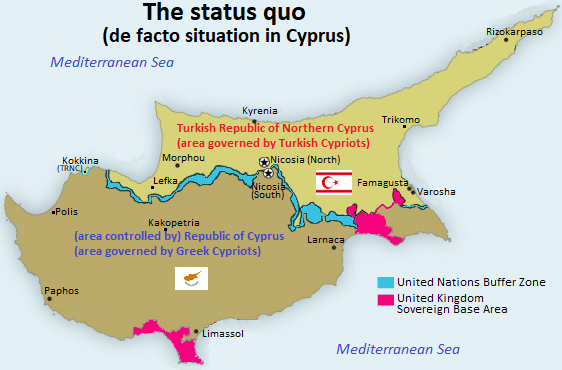
الوضع الحالي في قبرص

يشير مصطلح حل الدولتين في النزاع القبرصي إلى مقترح بتقسيم جزيرة قبرص تقسيمًا دائمًا إلى دولة قبرصية تركية في الشمال ودولة قبرصية يونانية في الجنوب، على عكس المقترحات المختلفة لإعادة التوحيد التي تم اقتراحها منذ تقسيم الجزيرة إلى قسمين بعد الغزو التركي سنة 1974. واستلزم حل الدولتين إضفاء الشرعية على الوضع الراهن، بحيث يحكم القبارصة اليونانيون الجزء الجنوبي من الجزيرة ويحكم القبارصة الأتراك الجزء الشمالي الذي لا تعترف به حاليًا أي دولة أخرى سوى تركيا.
في 14 ديسمبر 2019 قال وزير خارجية قبرص الشمالية قدرت أوزرساي إن حل الدولتين لقضية قبرص قريبة المنال. وفي 23 فبراير 2020 قال إرسين تاتار الذي كان آنذاك رئيس وزراء شمال قبرص وانتُخب رئيساً بعدها بثمانية أشهر إن «الزواج القسري لا يمكن أن ينجح». وأوضح: «نحن مختلفون نتحدث التركية ويتحدثون اليونانية. نحن مسلمون وهم مسيحيون. الجيل الجديد لا يعرف بعضنا البعض على الإطلاق. الطفل الذي كان في العاشرة من عمره سنة 1974 يبلغ الآن 55 عاما وله أحفاد. نحن منفصلون».

## دعم حل الدولتين
غالبًا ما أعربت تركيا عن دعمها لحل الدولتين ليكون بديل عن إعادة التوحيد، وبالذات الرئيس التركي رجب طيب أردوغان خلال زيارته إلى نيقوسيا الشمالية ذات الأغلبية التركية في 2014. وفقًا لوسائل الإعلام القبرصية اليونانية فإن حل الدولتين تدفعه تركيا في حالة فشل عملية السلام التي تتوسط فيها الأمم المتحدة.
وفي ديسمبر 2021 قال رئيس شمال قبرص إرسين تاتار إن هناك دولتين منفصلتين في الجزيرة وأن الجانب القبرصي التركي لن يقبل حلاً على أساس اتحاد ولن يتراجع عن السياسة الجديدة القائمة على دولتين منفصلتين، وهو أمر مدعوم بالكامل من تركيا.
وفي 30 يناير 2022 حدد الرئيس القبرصي التركي تاتار أن المساواة في السيادة والوضع الدولي المتساوي للقبارصة الأتراك غير قابلين للتفاوض.

## استطلاعات الرأي
أجرت جمهورية شمال قبرص التركية في 2007 استطلاعًا حول هذا الموضوع، حيث أيد 60٪ من القبارصة الأتراك فكرة حل الدولتين. 
أظهر استطلاع آخر في 2009 أجراه بحث KADEM أن 77.9٪ يؤيدون قبرص التركية مع 63٪ شككوا في نجاح مفاوضات السلام. 
وفي أبريل 2009 أظهر استطلاع للرأي أجري لصالح CyBC أن غالبية القبارصة اليونانيين يؤيدون التقسيم.
وفي استطلاع للرأي سنة 2010 وافق 84٪ من القبارصة اليونانيين و 70٪ من القبارصة الأتراك على الرأي القائل بأن الطرف الآخر «لن يقبل أبدًا التنازلات والتنازلات الفعلية اللازمة لتحقيق تسوية عادلة وقابلة للحياة.»
في 16 نوفمبر 2019 أظهر استطلاع للرأي الاجتماعي الأوروبي أن 13.9٪ من القبارصة اليونانيين يؤيدون حل الدولتين، بينما 13.7٪ لا يؤيدونه ولا يعارضونه ولكن يمكنهم تحمله إذا لزم الأمر. كما أظهر أن 18٪ من القبارصة اليونانيين يؤيدون الإبقاء على الأمور كما هي، وأن 31.2٪ لا يؤيدونها أو يعارضونها ولكن يمكنهم تحملها إذا لزم الأمر. وخلص الاستطلاع إلى أن 49.2٪ من القبارصة اليونانيين لا يعارضون الوضع الحالي، بينما 27.6٪ لا يعارضون حل الدولتين.
وفقًا لاستطلاع أجرته شركة Gezici في يناير 2020 حصل حل الدولتين على نسبة دعم بلغت 81.3٪ بين القبارصة الأتراك.

## معارضة حل الدولتين
حاولت الأمم المتحدة تحقيق حل النزاع عبر إعادة توحيد قبرص على أساس نموذج فيدرالي، مع خطة أنان باعتبارها المثال الأكثر واقعية، على الرغم من أن القبارصة اليونانيين رفضوا ذلك سنة 2004.